# Trinnensee
Der Trinnensee liegt in Mecklenburg-Vorpommern bei Ankershagen östlich der Müritz und gehört zusammen mit dem Verlandungsgebiet in Richtung Mühlensee zu den Kernzonen des Müritz-Nationalparks. Der See ist Bestandteil des historischen Havel-Quellgebiets. Neben Schichten- und Regenwasser erhält der See über eine Oberflächenverbindung Wasserzulauf vom historischen Havelquellsee Bornsee. Der Trinnensee entwässert über ein sumpfiges Umfeld in den Mühlensee. Unweit des Südufers des Mühlensees befindet sich die heutige künstliche symbolische Havelquelle. Das Westufer steigt zur Ansiedlung Ulrichshof steil an.
Der Bornsee, der Trinnensee und der Mühlensee entwässern seit dem 14. oder 15. Jahrhundert über einen Durchstich an der Ostseite des Mühlensees an Ankershagen vorbei in die Tollense und Peene in die Ostsee.